# Дружинники (фильм)
«Дружи́нники» (англ. The Watch) — американская фантастическая комедия режиссёра Акивы Шаффера. Премьера состоялась 27 июля 2012 года.

## Сюжет
Когда убивают друга и подчинённого Эвана, старшего менеджера Costco, тот решает создать соседский дозор. Вскоре разношёрстная команда понимает, что в убийстве виновны пришельцы, строящие куда более грозные планы.

## В ролях
- Бен Стиллер — Эван Тротвиг — менеджер магазина Costco, новый сосед, собравший дружину после того, как его друг был убит[3][4][5][6].
- Винс Вон — Боб Маккалистер — местный житель, использующий дружину для шпионажа за своей дочерью-подростком. Вон приступил к переговорам об участии в фильме в июне 2011[3][7][8].
- Джона Хилл[8] — Фрэнклин — житель городка, который присоединяется к дружинникам после того, как не был принят в полицию. Участие Хилла подтвердилось в августе 2011 г.[9], при этом ему пришлось отказаться от роли в фильме «Джанго освобождённый» Квентина Тарантино, поскольку на первый фильм он дал согласие раньше.
- Ричард Айоади — Джамаркус — недавно разведённый житель городка[10]. Ранее на эту роль был выбран Крис Такер[10].
- Розмари ДеУитт — Эбби Тротвиг — жена Эвана, настоявшая на переезде в пригород[5].
- Уилл Форте — сержант Брессман
- Эрин Мориарти — Челси Маккалистер — дочь Боба[4]
- Билли Крудап — Пол — сосед Ивена[11]
- Даг Джонс — инопланетянин [12]
- Ли Эрми — Манфред
- Николас Браун — Джейсон[8]

## Съёмки
Съёмки проходили с сентября 2011 года по 20 января 2012 года.